# Willi Jungmittag
Willi (Willy) Jungmittag (* 8. April 1908 in Stötteritz; † 20. November 1944 im Zuchthaus Brandenburg-Görden) war ein deutscher Fotoreporter, Widerstandskämpfer, KPD-Mitglied und NS-Opfer.

## Leben

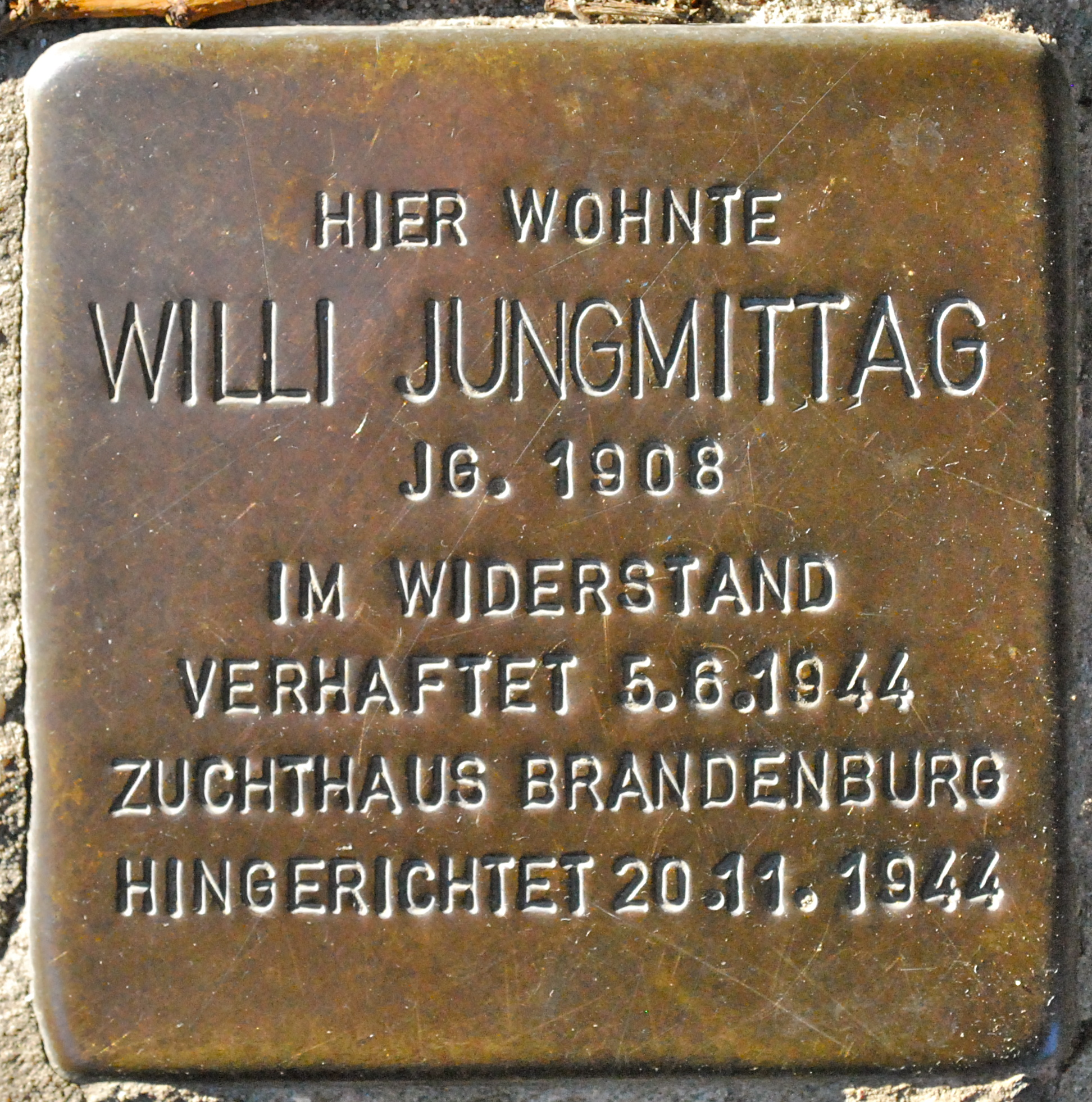
Stolperstein für Willi Jungmittag vor der Gubitzstraße 47a

Willi Jungmittag wurde in einer Arbeiterfamilie geboren und hatte drei Geschwister. Er war der Sohn der SPD-Politikerin Clara Jungmittag, sein Vater Richard Jungmittag war Metallarbeiter und ebenfalls aktiver Gewerkschafter und SPD-Mitglied. Aufgrund von Arbeitslosigkeit zog die Familie nach Bremen, wo er die Volksschule besuchte und den Beruf eines Schriftsetzers erlernte. Als Lehrling war er Mitglied der Sozialistischen Arbeiterjugend und aktiv in der Gewerkschaft.
Nach seiner Lehre ging er traditionell auf Wanderschaft, arbeitete in der Tschechoslowakei und Österreich und kehrte schließlich wieder nach Bremen zurück. Durch ein Stipendium des Konsuls Roselius der Firma Kaffee-Hag Bremen konnte er ein Studium am Bauhaus in Dessau aufnehmen, wo er vom Sommer 1928 bis zum Sommer 1930 Vorlesungen in Druck und Grafik sowie Fotografie besuchte. Während seiner Studienzeit wurde Jungmittag Mitglied der KPD. Während seiner Studienzeit nahm er Kontakt zur Vereinigung der Arbeiterfotografen Deutschlands auf und wurde nach 1930 deren Mitglied. Nach Beendigung seines Studiums zog er 1930 nach Berlin und arbeitete dort als freischaffender Fotograf unter anderem für die Arbeiter-Illustrierte-Zeitung. Er heiratete die Engländerin Brigid Alison MacNaghten, mit der er zwei Töchter hatte, Clara und Mary. Gemeinsam mit seiner Frau erstellte er Fotoreportagen über die soziale Lage der Arbeiter in England, Schottland und Spanien für kommunistische Publikationen. Das Ehepaar wurde in England von der Polizei verfolgt und kehrte 1932 nach Berlin zurück. Viele seiner Arbeiterfotografien wurden in Ausstellungen der KPD gezeigt.
Nach der „Machtergreifung“ der Nationalsozialisten im Januar 1933 war Jungmittag zeitweise arbeitslos, versuchte sich als Bauhilfsarbeiter über Wasser zu halten und als Kinderfotograf zu arbeiten. Er schulte als technischer Zeichner um und arbeitete während des Krieges bei der Berlin-Anhaltische Maschinenbau AG (BAMAG-MEGUIN) in Berlin-Moabit. 1944 traf er mit dem sich auf der Flucht aus der Haftanstalt Plötzensee befindlichen Bernhard Bästlein von der kommunistischen Widerstandsorganisation Bästlein-Jacob-Abshagen-Gruppe zusammen, dem er in seiner Wohnung bis Mai 1944 Unterschlupf gewährte und die Widerstandsgruppe aktiv unterstützte. Gemeinsam mit Bästlein entwarf Jungmittag Flugblatttexte und erstellte Fotografien für die illegale Flugschrift Freies Deutschland. Am 5. Juni 1944 wurde Jungmittag von der Gestapo verhaftet, des „Hochverrats“ angeklagt, am 7. September 1944 vom Volksgerichtshof zum Tode verurteilt und am 20. November 1944 im Zuchthaus Brandenburg-Görden hingerichtet.

## Gedenken
- Eine Gedenktafel wurde am 13. September 1975 enthüllt und 1988 restauriert; nach der Wende wurde die Tafel von Unbekannten entfernt. Am 3. Mai 2011 wurde eine kommentierte Tafel vor seiner Wohnung an der Gubitzstaße 47a in Berlin-Prenzlauer Berg angebracht.[5]
- Am 9. Juni 2009 wurde von der Stadt Berlin ein Stolperstein vor seiner Wohnung an der Gubitzstraße 47a verlegt.